# 誤り検出訂正
誤り検出訂正（あやまりけんしゅつていせい）またはエラー検出訂正 (error detection and correction/error check and correct) とは、データに符号誤り（エラー）が発生した場合にそれを検出、あるいは検出し訂正（前方誤り訂正）することである。検出だけをする誤り検出またはエラー検出と、検出し訂正する誤り訂正またはエラー訂正を区別することもある。また改竄検出を含める場合も含めない場合もある。誤り検出訂正により、記憶装置やデジタル通信・信号処理の信頼性が確保されている。

## 誤り検出と誤り訂正
一般に誤り検出訂正では、k 単位長（k ビット、k バイト など）の符号を、n = m + k 単位長の符号語に変換する。これを (n, k) 符号、あるいは、符号形式を添えて (n, k) ××符号などと呼ぶ（誤り訂正符号"Error Correction Code"を特にECCと略す）。符号語は、最小ハミング距離が d > 1、つまり、互いに少なくとも d 単位が異なっていて、この冗長性を利用して前方誤り訂正が可能となる。dを添えて、(n, k, d) 符号ともいう。
適切な (n, k, d) 符号は、符号語あたり d - 1 単位の誤りを検出でき、[(d - 1) / 2] 単位（[ ] は床関数）の誤りを訂正できる。d ≦ 2 ならば、誤り訂正能力は [(d - 1) / 2] = 0 となり、単なる誤り検出となる。ただし、データの消失に対しては、つまり誤り位置がわかっているときは、d 単位の消失を訂正できる。これを特に消失訂正と呼ぶ。単なる誤り訂正も、最低 1 単位の消失訂正能力を持つ。
たとえば、(2, 1, 2) 符号であるミラーリングは、
- どちらかに誤りが起これば検出できるが、両方に起これば検出できない。（誤り検出能力1）
- どちらか（どちらかはわからない）に誤りが起これば訂正できない。（誤り訂正能力0）
- どちらかが消失すれば訂正できるが、両方に起これば訂正できない。（消失訂正能力1）

となる。(3, 1, 3) 符号である三重ミラーリングでは、誤り検出能力と消失訂正能力が2となり、誤り訂正能力1も得る。
双方向の通信では、前方誤り訂正ができなくても誤り検出さえできれば、送信者に再送を要求することで実質的に誤りを訂正できる。これを自動的におこなう仕組みを、自動再送要求 (ARQ, Automatic Repeat reQuest) と呼ぶ。

## バースト誤りとランダム誤り
誤りには、
- 短い区間に多数の誤りが集中するバースト誤り
- 散発的に単独で誤りが発生するランダム誤り

の2種類がある。
多くの誤り検出・訂正は、全体の誤り率が許容範囲でも、バースト誤りに対しては、1つのブロックに多くの誤りが集中するため、対応できない。そこで、符号の順序を入れ替え、同じブロックのデータを分散させ、バースト誤りが1つのブロックに集中しないようにする。この技術をインターリーブという。

### バースト誤り
切り替え動作、フェージングなどが原因。％ＳＥＳを評価尺度に用いるのに適している。

### ランダム誤り
熱雑音などが原因。ＢＥＲを評価尺度に用いるのに適している。

## 誤り補正
特に音声や映像など、人間の感覚に訴える信号のディジタル化されたデータで真の値から多少の誤差が許容される場合、誤り検出は可能でも誤り訂正が不可能（訂正能力を超えている）かまたは誤り訂正が実装されていないとき、元のデータ自身に含まれる冗長性を利用して欠落データを予測して置き換えることがある。これを特に誤り補正 (error compensation) と呼んで区別する。補正されたデータは真の値と一致するとは限らないが、真の値から許容される誤差内にあると期待される。CDなどでは、誤り補正がデータ読み取り誤りに対する「最後の手段」として使われている。
誤り補正では、一般には、近傍の標本に重み付けをした和、すなわちフィルタを畳み込んだ値を予測値（補正値）とする。特に、直前・直後の標本を使うものを、以下のように呼ぶ。
{\displaystyle x_{n}={\frac {1}{2}}(x_{n-1}+x_{n+1})} - 平均値補間
{\displaystyle x_{n}=x_{n-1}\,} - 前値ホールド
{\displaystyle x_{n}=x_{n+1}\,} - 後値ホールド
誤り補正は原信号自身に含まれる冗長性を使うため、データ圧縮、特に非可逆圧縮と同種の原理に基づいている。

## 誤り検出・訂正の例

### 誤り検出
- ブロック符号
  - 2重化
    - バックアップ
    - ミラーリング - RAID-1
    - 一方向誤り訂正 (FEC, forward error correction)

  - パリティ符号（パリティチェック） - シリアル通信、RAID-3/4/5/6
    - 垂直パリティチェック (VRC)
    - 水平パリティチェック (LRC)

  - 定比率符号（l out of n 符号）
  - チェックサム
    - 群計数チェック
    - Luhnアルゴリズム

  - 巡回符号
    - 巡回冗長検査 (CRC) - フロッピーディスク、USB

#### ハッシュ(参考)
- 暗号学的ハッシュ関数 - 誤り検出の代用にしたり、改竄防止と誤り検出を兼ねることがある。(改竄や盗聴ではなく)ノイズの影響のみを考慮する場合、脆弱性があっても問題ない。
  - MD MD4 - MD5
  - Secure Hash Algorithm - SHA-1 - SHA-2 (SHA-224, SHA-256, SHA-384, SHA-512) - SHA-3

### 誤り訂正
- ブロック符号
  - 多重化
    - 反復符号 (repetition code)

  - 縦横パリティ
  - ハミング符号 - RAM、RAID-2
  - 巡回符号
    - 巡回ハミング符号
    - ゴレイ符号
      - 2元ゴレイ符号 (binary Golay code)

    - BCH符号 - 自動車無線(43,31)、衛星ラジオ(63,56)
      - リード・ソロモン符号（RS符号、RSC）
        - CIRC（Cross-Interleaved Reed-Solomon Code）- CD
        - リードソロモン積符号 (RSP符号) - DAT

    - 差集合巡回符号
      - 短縮化差集合巡回符号 - 文字放送(272,190)

    - ファイア符号 - ハードディスク

  - 疎グラフ符号
    - ターボ符号 (turbo code)
    - 低密度パリティ検査符号 (LDPC) - 10GBASE-T (IEEE 802.3an)、Mobile WiMAX (IEEE 802.16e)
- 畳み込み符号(convolutional code)
  - Hagelbarger code
  - 最尤復号符号、ビタビアルゴリズム(Viterbi Algorithm)

## 参考図書
- 宮川 洋、岩垂 好裕、今井 秀樹：「コンピュータ基礎講座 18 符号理論」、昭晃堂、ISBN 978-4785630065（1973年）。
- 嵩 忠雄:「符号理論」、コロナ社 (1975年)。
- 嵩 忠雄：「情報と符号の理論入門」、昭晃堂、ISBN 978-4785620264（1989年12月）。
- 今井 秀樹：「符号理論」、電子情報通信学会、ISBN 978-4885520907 (1990年3月)。
- 汐崎 陽：「情報・符号理論の基礎」、国民科学社、ISBN 978-4875535041 (1991年4月)。
- 藤原 良、神保 雅一：「符号と暗号の数理」、共立出版、ISBN 978-4320026612 (1993年10月)。
- 江藤 良純、金子 敏信 (監修)：「誤り訂正符号とその応用」、オーム社、ISBN 978-4274034862（1996年12月）。
- 平沢 茂一、西島 利尚:「符号理論入門」、培風館、ISBN 978-4563014834 (1999年11月)。
- 福村晃夫、後藤宗弘：「算術符号理論」、 コロナ社、ISBN 978-4339003314 (2000年)。
- 内田　興二：「有限体と符号理論」 (臨時別冊・数理科学、SGCライブラリ-5)、サイエンス社 (2000年)。
- 情報理論とその応用学会 (編) :「符号理論とその応用」、培風館、ISBN 978-4563014537 (2003年7月)。
- J.ユステセン、T.ホーホルト：「誤り訂正符号入門」、森北出版、ISBN 978-4627817111 (2005年9月30日)。
- 濱田 昇：「情報理論と符号理論」、共立出版、ISBN 978-4320121645 (2006年10月)。
- 坂庭 好一、渋谷 智治：「代数系と符号理論入門」、コロナ社、ISBN 978-4339024463 (2010年4月)。
- 植松 友彦：「代数系と符号理論」、オーム社、ISBN 978-4274502743 (2010年4月9日)。
- 西村 芳一：「データの符号化技術と誤り訂正の基礎」、CQ出版; 改訂新版、ISBN 978-4789846400 (2010年7月1日)。
- 和田山 正：「誤り訂正技術の基礎」、森北出版、ISBN 978-4627817319 (2010年7月6日)。
- 汐崎 陽：「情報・符号理論の基礎」、オーム社、ISBN 978-4274210075（2011年3月1日）。
- 先名 健一：「例題で学ぶ符号理論入門」、森北出版、ISBN 978-4627817418 (2011年7月15日)。
- 神谷 幸宏、川島 幸之助： 「情報・符号理論 ―ディジタル通信の基礎を学ぶ―」、オーム社、ISBN 978-4274503870 (2012年3月24日)。
- 萩原学：「符号理論: デジタルコミュニケーションにおける数学」、日本評論社、ISBN 978-4535786646（2012年8月10日)。
- G.A.ジョーンズ、J.M.ジョーンズ： 「情報理論と符号理論」、丸善出版、ISBN 978-4621063422 (2012年7月17日)。
- Henning Stichtenoth、新妻 弘 (訳)：「代数関数体と符号理論」、共立出版、ISBN 978-4320110458 (2013年8月24日)。
- 楫 勇一:「情報・符号理論」、オーム社、ISBN 978-4274213175 (2013年10月26日)。
- 萩原 学：「進化する符号理論」、日本評論社、ISBN 978-4535787971 (2016年9月9日)。